# Deathblow
Deathblow (Michael Cray), es un personaje ficticio, creado por el sello editorial WildStorm (antigua propiedad de Image Comics, hoy propiedad de DC Comics), debutando para la editorial Image Comics en la revista Darker Image Vol. 1 #1 (marzo de 1993), siendo creado por Jim Lee y Brandon Choi.

## Biografía del personaje ficticio
Michael Cray nació en una familia de tradición militar, hijo del almirante de la Marina de los EE. UU. Phillip James Cray y su esposa, Elizabeth Cray. Tiene un hermano llamado Alexander. La hija de Michael Cray se llama Rachel Goldman, también conocida con el nombre clave de Sublime, miembro del equipo DV8. Después de que sus padres fueron asesinados por una serie de terroristas, se uniría al ejército estadounidense para vengar sus respectivas muertes. Se convirtió en un SEAL de la U.S. Navy estadounidense, antes de ser transferido a un nuevo equipo secreto, conocido como Team 7, al servicio de Operaciones Internacionales. Como todos los miembros de ese grupo, él era agente altamente experimentado con las fuerzas especiales. En una de sus misiones, el y su equipo habían sido enviados a una misión (o eso era lo que creían) cuando en realidad era que habían sido enviados para ser expuestos al Gen-Factor un experimento superhumano creado y liderado por el doctor Miles Craven (jefe de O.I.) A diferencia de los otros miembros sobrevivientes del Equipo 7 (ya que no todos sobrevivieron a la exposición al tratamiento del Gen Factor), los poderes de Michael no se manifestaron inmediatamente, sino hasta muchos años después. A pesar de su falta de poderes inicialmente, lucharía junto con sus compañeros de equipo, como cuando tomó a un oficial naval como rehén cuando los otros miembros con poderes del equipo 7 fueron literalmente neutralizados siendo parte de una prueba. Cuando la mayoría del Equipo 7 se fue a la clandestinidad (junto con sus familias), Cray siguió sirviendo a O.I. (junto con Lynch, Dane & Backlash). Miles Craven posteriormente asignaría a Cray al Grupo de Operaciones Especiales. Con ellos, hizo muchas misiones en red y trabajos de blackflag para ellos.
Michael Cray dejaría O.I. cuando le diagnosticaron un tumor cerebral. Él quedó atónito de sí mismo por todos aqulleos hombres y mujeres inocentes que mató durante sus misiones. Tuvo una oportunidad de nuevo cuando se involucró con la Orden de la Cruz. Allí, tuvo un adversario, cuando operaba con la orden se enfrentó, al Ángel Negro, despertando a una entidad demoníaca empeñada en matar a un niño con habilidades milagrosas. Más adelante, se descubriería que el cáncer de Cray era en realidad el efecto secundario del Gen Factor, que finalmente le permitió acceder a unas habilidades regenerativas. También le daría la capacidad para manifestar escudos psiónicos para protegerse así mismo, pero tenía dificultades para controlarlos y además, ni siquiera sabía que existía este poder. Cray derrotaría al Ángel Negro, con la ayuda de la hermana Mary, una exoficial de policía convertida en monja, Gabrielle D'Angelo, su exesposa que se había convertido en receptor para el cuerpo del arcángel Gabriel, y varios de sus colegas del Equipo 7.
Michael pasaría un tiempo trabajando con Rayna Masters, quien dirigía una agencia de guardaespaldas llamada Executive Protection Services. Cray entonces estaría implicado en el incidente con los Brothers In Arm  con Craven, que va en busca de todos los miembros supervivientes del equipo 7. Cray también se ocuparía de detener a las fuerzas alienígenas que estaban buscando obtener las llaves de un buque de guerra antiguo. En una misión con el Team 7 que se había llevado hace mucho tiempo, Cray había encontrado una de las llaves, saliendo del barco.
Deathblow moriría durante el evento conocido como Fire From Heaven, sacrificándose al matar al villano Damocles, antagonista del crossover.
Después de los eventos que acontecieron en la miniserie Capitán Atom: Armageddon y Worldstorm, Deathblow sería revivido y comenzaría a protagonizar su propia serie, Deathblow Volumen 2 , escrita por Brian Azzarello y el arte de Carlos D'Anda.
Durante los acontecimientos del evento conocido como World's End, él formaría parte de una encarnción de StormWatch, llamada: Post Human Division, (al igual que el nombre del cómic) liderando nuevas misiones en una tierra ahora posapocalíptica. También se revelaría que, a pesar de quedar "Impotente" debido a su ausencia de sus poderes,durante los eventos de Worldstorm, su factor de curación ha evolucionado a un nivel asombroso: debido a su factor de curación, no podría ahora morir, porque su cuerpo se seguiría regenerándose incluso después de llegar a tener heridas lo suficientemente profundas y bastante graves como para que dañase sus funciones biológicas, y prácticamente mortales. Jackson King sugirió en algún momento que incluso podría regenerarse "a partir de un fragmento de ADN", similar a la forma en que Lobo lo hace de una sola gota de sangre.

### Genevieve Cray
En la miniserie de tres números, Deathblow Byblows (1999-2000), escrita por Alan Moore con el arte de Jim Baikie, se revela que O.I. ha creado varios clones variantes de cada miembro del Equipo 7, utilizando el ADN recoletado de cada miembro del equipo sin su conocimiento. En caso de muerte de un miembro del Equipo 7, sus clones serían liberados en un entorno simulado con la intención de que solo uno sobreviva para actuar como reemplazo del miembro original. Sin embargo, la serie se refiere sólo a los clones de Deathblow. Entre los clones que aparecieron fueron:
- Genevieve Cray - Una mujer calva y protagonista de la serie.
- Klaus Cray - Un cyborg .
- John-Joe y Joe-John Cray - Dos clones de niños.
- Michael Cray, Jr. - Aparentemente un verdadero clon.
- Damon Cray - Un clon adolescente.
- Caleb Cray - Medio hombre, medio babuino.
- Judgment Cray - Un clon con un cromosona Y adicional.
- Gemma Cray - Un químico de venenos experto.
- Cynthia Cray - Un telépata precognitivo.

Sin embargo, todos fueron asesinados por Judgment excepto Genevieve, quien terminaría eliminando a Judgment, que había escapado del laboratorio donde fueron creados, y Klaus Cray, quien fue capturado por Genevieve y más tarde asesinado por John-Joe y Joe-John Cray. Gemma, Cynthia y Michael Cray, Jr., nunca fueron mostrados vivos debido a que fueron asesinados por el Judgment Cray antes de que los protagonistas los descubrieran. Genevieve se unió más tarde a Sublime, la hija de Michael Cray, y algunos de sus compañeros DV8.

### DC:Los Nuevos 52/DC: Renacimiento
Con la desaparición del sello WildStorm y la incorporación de varios de sus personajes al Universo DC con el reboot conocido como Los Nuevos 52, Deathblow debutó en el Universo DC en la serie de DC Grifter, formando equipo con Cheshire, pero más tarde, fue traicionado por su compañera, revelándose como agente encubierto para Helspont. Fue capturado en la nave espacial de Helspont, sin embargo, logró escapar y se unió a Grifter para detener sus planes.
Deathblow también aparecería en las páginas de Teen Titans Vol.5 #23.2, en el especial dedicado al villano "Deathstroke". Primero se le ve compitiendo con Deathstroke en una misión de asesinato. Los dos luchan, pero Cray es dominado y derribado mientras que Deathstroke termina el trabajo. Más tarde se le ve en el flashback de Deathstroke, donde Cray está a espaldas de Wilson en una misión del Team 7, en un campo de batalla mientras que Slade Wilson dispara una bomba. Sin embargo, el sitio donde ocurre la detonación, resulta ser un hospital de niños, esto ocasionó la renuncia de Wilson del ejército.
Con el relanzamiento del Sello Wildstorm, en 2017 tendrá una miniserie llamada, The WildStorm: Michael Cray.

## Ediciones publicadas
Una nueva serie de Deathblow (Vol.2) comenzó el 25 de octubre de 2006, con la segunda edición especial un mes más adelante. La edición #9 (de febrero de 2008) fue la última de esta serie, terminando con la muerte del personaje.

### Ediciones Recopilatorias
Las ediciones recopilatorias componen las siguientes ediciones:
- Deathblow: Sinners and Saints [Volumen 1] (Brandon Choi, Jim Lee y Tim Sale, La edición recopila Deathblow #1-12, 1993-1995, WildStorm/DC Comics, 256 páginas, 1999, ISBN 1-56389-547-1), Deathblow recopilatorio Cover suave: 272 páginas Recoje Deathblow Vol. 1 #0-12 Imágenes oscurecidas #1, Deathblow Deluxe Edition Tapa dura: 272 páginas, Recolecta Deathblow vol. 1 0-12 & Tapa oscurecida #1.

Publicado por: DC Comics; Edición de Lujo (25 de marzo de 2014) [Language: English](ISBN 1401247601,ISBN 978-1401247607)
- Deathblow/Wolverine [Volumen 2] (Aron Wiesenfeld Richard Bennett, Image Comics/WildStorm, 64 páginas, 1997, ISBN 1-887279-61-X)
- Batman/Deathblow: After the Fire [Volumen 3] (Brian Azzarello, Lee Bermejo, Tim Bradstreet, y Mick Gray, 160 páginas, 2003, Titan Books, ISBN 1-84023-664-7, WildStorm/DC Comics, ISBN 1-4012-0034-6)[12]
- Deathblow Byblows [Volumen 4] (Alan Moore y Jim Baikie, Miniserie de 3 números, 1999–2000, Recopila Wild Worlds, Editado en paperback, 320 páginas, Titan Books, julio de 2007, ISBN 1-84576-559-1, Wildstorm, mayo del 2007, ISBN 1-4012-1379-0)
- Deathblow: ...And Then You Live [Volmen 5] (Brian Azzarello, Carlos D'Anda y Henry Flint, Recopila Deathblow Volumen 2 #1-9, agosto del 2008, ISBN 1-4012-1515-7)[13]